# Ettore Sottsass
Ettore Sottsass (født 14. september 1917 i Innsbruck, død 31. december 2007 i Milano) var en italiensk arkitekt og designer.
Sottsass var gennem 20 år designer for Olivetti og designede bl.a. rejseskrivemaskinen Olivetti Valentine i 1969.
Han har desuden designet butikker og showrooms for Esprit og køkkenudstyr for Alessi. Ettore Sottsass var med til at danne tegnestuen Sottsass Associati i 1980 og det italienske designkollektiv Memphisgruppen i 1981.
- Olivetti Valentine, uden sit hylster
- 12. Triennale i Milano, møbler til interiør designet af Sottsass. Foto af Paolo Monti, 1960.